# Comunicazioni in fibra ottica

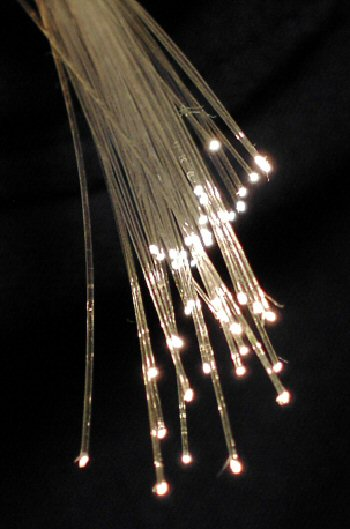
Fascio di fibre ottiche

In telecomunicazioni con il termine comunicazioni in fibra ottica si designa una parte delle comunicazioni ottiche ovvero l'insieme delle tecniche finalizzate a trasmettere informazione da un luogo ad un altro attraverso la propagazione guidata di segnali ottici (luce) in una fibra ottica come mezzo trasmissivo: la luce forma una portante elettromagnetica che viene modulata per trasportare informazione. Esse appartengono dunque alle comunicazioni ottiche.
Nati e sviluppati per la prima volta a partire dagli anni settanta i sistemi di comunicazione in fibra ottica hanno rivoluzionato l'industria delle telecomunicazioni ed hanno giocato un ruolo fondamentale nell'avvento dell'Era dell'informazione divenendo un elemento cardine delle cosiddette reti di trasporto dell'informazione, di cui essi rappresentano la tecnologia implementativa a livello fisico: a causa dei vantaggi rispetto alle comunicazioni elettriche, le trasmissioni in fibra ottica hanno infatti largamente soppiantato le comunicazioni su rame.

## Storia
La necessità di avere sistemi di comunicazioni su lunga distanza affidabili esiste fin dall'antichità. Nel tempo il grado di sofisticazione di tali sistemi è gradualmente aumentato, dai segnali di fumo, al telegrafo e infine al primo cavo coassiale messo in servizio nel 1940. Il miglioramento di questi sistemi ha fatto sì che si presentassero limitazioni fondamentali. I sistemi elettrici sono limitati dalle ridotte distanze di amplificazione (la distanza lungo cui il segnale si può propagare prima che l'attenuazione imponga l'amplificazione del segnale), e la bit-rate dei sistemi a microonde è limitata dalla frequenza di portante. Nella seconda metà del ventesimo secolo, ci si è resi conto che l'utilizzo di una portante ottica avrebbe portato a significativi vantaggi rispetto ai sistemi in uso.
Tuttavia, all'epoca non era disponibile una sorgente di luce coerente o un mezzo di trasmissione adatto. Quindi, dopo che lo sviluppo dei laser negli anni sessanta risolse il primo problema, fu proposto lo sviluppo di fibre ottiche di alta qualità come soluzione al secondo. Le fibre ottiche furono sviluppate infine negli anni Settanta dalla Corning con attenuazioni sufficientemente basse per scopi di comunicazione (circa 20 dB/km) e nello stesso tempo furono realizzati i laser a semiconduttore in GaAs, compatti e quindi adatti per i sistemi di telecomunicazione in fibra ottica.
Dopo un periodo di intensa ricerca dal 1975 al 1980, furono sviluppati i primi sistemi commerciali di comunicazione su fibra ottica, che operavano a lunghezze d'onda intorno agli 800 nm e usavano laser a semiconduttore in GaAs. La "prima generazione" operava a bitrate di 45 Mb/s, con ripetitori spaziati di 10 km.
La "seconda generazione" di comunicazione su fibra ottica fu sviluppata per uso commerciale nei primi anni ottanta, operava a 1.3 µm e usava laser a semiconduttore InGaAsP. Questi sistemi erano inizialmente limitati da fenomeni di dispersione intermodale, ma già dal 1981 la single-mode fiber si rivelò in grado di migliorare sostanzialmente le prestazioni del sistema in tal senso. Intorno al 1987, questi sistemi operavano a bitrate fino a 1.7 Gb/s con ripetitori distanziati fino a 50km.
La "terza generazione" di sistemi in fibra operava a 1.55 µm con perdite di circa 0,2 dB/km. Il risultato fu ottenuto nonostante alcune difficoltà iniziali dovute all'allargamento degli impulsi alla lunghezza d'onda di lavoro utilizzando laser a semiconduttore tradizionali in InGaAsP. Gli scienziati superarono questo problema utilizzando fibre dispersion shifted che presentano il minimo di dispersione a 1.55 µm o limitando lo spettro dei laser ad un singolo modo longitudinale. Questi sviluppi consentirono ai sistemi commerciali di terza generazione di operare a 2.5 Gb/s, con ripetitori distanziati di oltre 100 km.
La "quarta generazione" di sistemi in fibra introdusse l'amplificazione ottica per ridurre la necessità di ripetitori e il Wavelength Division Multiplexing (WDM), per aumentare la capacità della fibra. Questi due miglioramenti causarono una rivoluzione che comportò un raddoppio della capacità dei sistemi ogni 6 mesi a partire dal 1992, fino a quando non fu raggiunta nel 2001 la capacità di 10 Tb/s. Recentemente sono state raggiunte bitrate di 14 Tb/s su una singola linea lunga 160 km, utilizzando amplificatori ottici.
L'obiettivo della ricerca per la quinta generazione di comunicazioni in fibra ottica è quello di estendere l'intervallo di lunghezze d'onda su cui possono operare i sistemi WDM. La finestra convenzionale, nota come banda C, copre le lunghezze d'onda nell'intervallo 1.53-1.57 µm e la nuova "dry fiber" presenta basse perdite che promettono un'estensione della finestra fino ad un intervallo compreso tra i 1.30 e i 1.65 µm.
Negli ultimi anni Novanta e fino al 2000, l'industria delle comunicazioni ottiche venne associata alla bolla speculativa delle dot com. Promotori e compagnie di ricerca come la KMI e la RHK, previdero un grande aumento della domanda di banda a causa dell'aumento dell'uso di Internet e la commercializzazione di vari servizi ad alto uso di banda, come il video on demand. Si prevedeva che il traffico IP sarebbe cresciuto esponenzialmente ad un tasso superiore di quanto non fosse aumentata la complessità dei circuiti integrati secondo la legge di Moore. Dall'esplosione della bolla speculativa fino al 2006 tuttavia, le tendenze principali nell'industria del settore sono stati il consolidamento dei marchi e l'offshoring della produzione per ridurre i costi.

## Descrizione
In generale comunicare tramite fibra ottica richiede essenzialmente i seguenti passaggi:
- Creare il segnale ottico usando un trasmettitore
- Trasmettere il segnale in fibra, assicurandosi che non diventi troppo debole o troppo distorto
- Ricevere il segnale ottico e convertirlo in un segnale elettrico

Un'infrastruttura di rete in fibra ottica che supporti una comunicazione ottica è dunque radicalmente diversa da sistemi di comunicazione in rame che supportino una comunicazione elettrica in quanto oltre alla fibra ottica come mezzo trasmissivo è necessario tutta una serie di dispositivi di ricetrasmissione che supportino e trattino un segnale di tipo ottico e non un segnale elettrico ovvero dispositivi optoelettronici oppure completamente ottici obbligando dunque ad un ripensamento dei precedenti sistemi elettrici di trasmissione, ricezione e amplificazione. Lo stesso rumore nelle comunicazioni ottiche non sarà più rumore termico di tipo elettrico cioè vibrazioni degli elettroni, ma sarà costituito da emissione di fotoni spuri indesiderati.

### Limitazioni
Attraverso una combinazione di tecniche avanzate per la gestione della dispersione, del WDM e degli amplificatori ottici, le fibre ottiche moderne sono in grado di trasportare informazione a decine di terabit al secondo su lunghezze di migliaia di chilometri. Ad oggi la ricerca sta cercando di ridurre l'impatto dei maggiori fattori che limitano le comunicazioni in fibra; i fattori su cui si sta concentrando la ricerca sono:
- Attenuazione;
- Dispersione;
- Polarization Mode Dispersion (PMD);
- Effetti non lineari in fibra;

In particolare l'attenuazione delle fibre attuali si attesta intorno agli 0,2 dB/Km. Questo valore è molto inferiore a quello che garantisce qualunque mezzo utilizzato nelle trasmissioni elettriche; tuttavia l'attenuazione delle fibre in uso non può essere ulteriormente ridotta a causa di fenomeni fisici non eliminabili, primo tra tutti lo Scattering di Rayleigh. Per questo motivo è oggi in fase di sviluppo una nuova categoria di fibre, dette fibre a cristallo fotonico che si spera possano consentire attenuazione nell'ordine di 0,1 dB/km.

### Confronto con le comunicazioni elettriche
La scelta fra trasmissioni ottiche ed elettriche (o "in rame") per un determinato tipo di sistema si basa su diversi compromessi. La fibra ottica è in generale preferita per sistemi a banda più elevata o per distanze superiori a quelle che possono garantire i sistemi elettrici. I maggiori vantaggi della fibra sono le sue perdite eccezionalmente limitate, che consentono lunghe distanze tra amplificatori, e la sua intrinseca capacità di trasportare grandi quantità di informazione. Infatti, sarebbero necessari migliaia di fili in rame per rimpiazzare una sola fibra. Un altro vantaggio è che più fibre possono correre fianco a fianco per migliaia di chilometri senza incorrere in fenomeni di crosstalk apprezzabili, a differenza di numerosi tipi di linee di trasmissione.
Nelle applicazioni su breve distanze e che richiedano banda limitata, spesso, le comunicazioni di tipo elettrico sono preferibili a causa di
- Minori costi per i materiali quando si desiderano quantità non molto elevate
- Costo minore di trasmettitori e ricevitori
- Facilità di giuntazione
- Capacità di trasportare l'alimentazione elettrica insieme ai segnali

Grazie a questi vantaggi, le comunicazioni ottiche non sono molto diffuse in applicazioni a breve e brevissima distanza (LAN, trasmissioni da chip a chip), anche se è stato dimostrato che i sistemi ottici scalano anche su queste dimensioni.
In alcune situazioni, la fibra può anche essere usata su brevi distanze e dove sia richiesta poca banda; infatti la fibra presenta numerosi vantaggi tra cui:
- Immunità alle interferenze elettromagnetiche
- Alta resistenza elettrica che la rende sicura da usare vicino a strumenti ad alto voltaggio o tra aree in cui il riferimento di terra è diverso
- Maggiore sicurezza: non produce scintille, caratteristica importante in ambienti infiammabili o ricchi di gas esplosivi
- Maggiore leggerezza, utile ad esempio negli aeroplani
- Assenza di radiazione elettromagnetica e quasi impossibilità di intercettare il segnale senza distruggerlo, importante in ambienti ad alta riservatezza
- Cavi molto più piccoli e quindi adatti a spazi ridotti

La limitazione attuale delle comunicazioni in fibra ottica in un contesto tipico di rete è rappresentato dalla mancanza della memoria ottica (buffer ottico) e del processing ottico (es. nella commutazione) per i quali sono necessarie conversioni dal dominio ottico a quello elettrico in ingresso e viceversa in uscita.

### Standard
Per garantire a diversi produttori di sviluppare componenti compatibili tra loro in sistemi di comunicazione in fibra ottica, sono stati sviluppati diversi standard. La International Telecommunication Union (ITU) pubblica diversi standard riguardanti le caratteristiche e le prestazioni delle fibre, tra cui
- ITU-T G.651, "Caratteristiche di una fibra multimodo graded-index 50/125 µm"
- ITU-T G.652, "Caratteristiche di una fibra singolo modo"

Altri standard, sviluppati da numerosi organismi di standardizzazione specificano le prestazioni di fibre, trasmettitori, ricevitori da usare insieme nei sistemi conformi alla specifica. Alcuni standard diffusi sono:
- 10 gigabit Ethernet
- FDDI
- Fibre Channel
- Gigabit Ethernet
- HIPPI
- Plesiochronous Digital Hierarchy (PDH)
- Synchronous Digital Hierarchy (SDH)
- Synchronous Optical Networking (SONET)
- Wavelength Division Multiplexing (WDM)

### Progettazione
La progettazione di un sistema di comunicazione in fibra ottica prevede generalmente i seguenti passi:
- definizione del tipo di sistema ottico da realizzare per soddisfare una certa capacità trasmissiva e offrire determinati servizi (WDM, TDM, OTDM, POTN) tenendo conto delle rispettive limitazioni, costi, esigenze ecc..
- scelta del tipo particolare di fibra da installare o posare in relazione ai suoi parametri fondamentali (attenuazione e dispersione) e a sua volta in funzione delle esigenze di sistema da soddisfare (es. collegamento in rete di accesso o rete di trasporto e capacità richiesta).
- calcolo tramite bilancio di collegamento della massima lunghezza di tratta ammissibile prima di dover amplificare o rigenerare il segnale in funzione della potenza trasmessa, della potenza di soglia minima rilevabile in ricezione e dell'attenuazione supplementare offerta dai giunti e connettori. Ne segue il calcolo del numero di amplificatori/rigeneratori. La scelta è frutto di un compromesso tra esigenze contrastanti tra abbattimento dei costi dell'amplificazione (numero di amplificatori) sparando la massima potenza ottica possibile in fibra e necessità di limitare tale potenza (dunque maggior numero di amplificatori) per evitare i tipici effetti non lineari in fibra che si innescano a potenze ottiche elevate.
- scelta dei vari componenti optoelettronici di trasmissione (LED o Laser), modulazione (modulatori), ricezione (fotorivelatore), amplificazione (amplificatori ottici), rigenerazione (rigeneratori), accoppiatori ottici passivi, in base alle loro caratteristiche e alle specifiche richieste.
- calcolo o stima dei costi e tempi finali di realizzazione.

Per la progettazione quindi è richiesta quindi la conoscenza in sede di analisi delle varie caratteristiche delle comunicazioni ottiche procedendo poi in maniera inversa.

### Applicazioni
Le fibre ottiche sono usate da numerose provider di telecomunicazioni per trasmettere segnali telefonici, comunicazione Internet e tv via cavo, a volte condividendo la stessa fibra ottica.
A causa dell'attenuazione bassissima e dall'assoluta immunità alle interferenze elettromagnetiche, le fibre ottiche presentano grandi vantaggi sui doppini in rame nelle applicazioni a lunga distanza ed elevato carico. Tuttavia, lo sviluppo di infrastrutture all'interno delle città era relativamente difficoltoso e richiedeva tempo e i sistemi in fibra erano complessi e costosi da installare. A causa di queste difficoltà, i sistemi di trasmissione in fibra ottica sono stati installati principalmente in applicazioni a lunga distanza cioè nella rete di trasporto, dove possono essere usate alla loro massima capacità di trasmissione, compensando il maggior costo. Dal 2000, i prezzi per le comunicazioni in fibra ottica sono diminuiti notevolmente. Il prezzo necessario per predisporre fibre fino alle utenze civili è ora inferiore a quello necessario per i doppini in rame.
Dal 1990, quando gli amplificatori ottici sono divenuti disponibili commercialmente, l'industria delle comunicazioni ha steso una vasta rete di linee ottiche tra le città e sotto gli oceani. Nel 2002 è stata completata una rete sottomarina intercontinentale lunga 250 000 km con una capacità di 2.56 Tb/s e nonostante le informazioni sulle reali capacità delle reti sia confidenziale, i resoconti degli investitori nel campo delle telecomunicazioni indicano che la capacità sia aumentata notevolmente dal 2002.

### Prospettive future
Come lo è già da tempo per la rete di trasporto, anche per la rete di accesso è prevista una trasformazione completa in rete ottica nel prossimo o immediato futuro aumentando le prestazioni in termini di velocità di trasmissione e i servizi offerti all'utente finale (es. Next Generation Networking) con banda ultralarga.

## Tecnologie
I moderni sistemi di telecomunicazione in fibra ottica includono un trasmettitore che converte o trasduce il segnale elettrico in un segnale luminoso da inviare lungo la fibra, un cavo in fibra ottica che corre in cavidotti o dentro le pareti dei palazzi, numerosi tipi di amplificatori ad un ricevitore ottico che infine riconverte il segnale da ottico ad elettrico. L'informazione trasmessa è tipicamente informazione digitale generata da computer, telefoni e TV digitale con modulazioni numerica tipicamente in ampiezza di tipo on-off keying, ma sono possibili anche trasmissioni analogiche come avviene per la TV via cavo negli Stati Uniti.

### Trasmettitori
I trasmettitori più comunemente usati sono sorgenti ottiche sotto forma di dispositivi a semiconduttore come i light-emitting diode (LED) e i laser opportunamente modulati per trasportare informazione. La differenza tra LED e laser sta nel fatto che i LED producono luce incoerente, mentre i laser producono luce coerente. Per l'utilizzo nell'ambito delle telecomunicazioni, i trasmettitori ottici a semiconduttore devono essere progettati per essere compatti, efficienti e affidabili e al contempo lavorare nell'intervallo di lunghezze d'onda ottimali ed essere modulati ad altissima frequenza.
Nella sua forma più semplice, un LED è una giunzione p-n polarizzata in diretta, che emette luce attraverso emissione spontanea, un fenomeno noto come elettroluminescenza. La luce trasmessa è incoerente e caratterizzata da una larghezza spettrale abbastanza elevata, nell'ordine dei 30-60 nm. Inoltre la trasmissione di luce tramite LED è molto inefficiente, dato che solo circa l'1% della potenza in ingresso, o circa 100 µW, viene convertita in "potenza lanciata" che si accoppia in fibra. Tuttavia, a causa della loro struttura molto semplice, i LED sono molto utili per applicazioni a basso costo.
I LED per comunicazioni sono comunemente fatti di arseniuro di gallio fosfato (GaAsP) o arseniuro di gallio (GaAs). Poiché i LED in GaAsP operano a lunghezze d'onda superiori a quelle dei LED in GaAs (1.3 µm, contro 0,81-0,87 µm), il loro spettro è più ampio di circa un fattore 1,7. La elevata larghezza spettrale dei LED causa una maggiore dispersione in fibra, che limita considerevolmente il loro prodotto distanza-bitrate (un comune parametro di efficienza per sistemi di trasmissione). I LED sono utili essenzialmente per applicazioni LAN con bitrate nell'ordine dei 10-100 Mb/s e distanze di trasmissione dell'ordine dei pochi chilometri. Sono stati anche sviluppati LED che utilizzano diverse "quantum well" per emettere luce a diverse lunghezze d'onda su uno spettro più ampio e sono attualmente utilizzati per reti in area local WDM.
Un laser a semiconduttore emette invece luce attraverso emissione stimolata, anziché utilizzare l'emissione spontanea; questo comporta una maggiore potenza di uscita (~100 mW), oltre a numerosi altri vantaggi legati alla natura coerente della luce. L'uscita di un laser è relativamente direzionale, il che consente un'elevata efficienza di accoppiamento (~50%) in fibre a singolo modo. La limitata larghezza spettrale consente inoltre di trasmettere a bitrate più elevati, dato che riduce gli effetti della dispersione cromatica. Inoltre i laser a semiconduttore possono essere modulati direttamente ad elevata frequenza grazie ad un ridotto tempo di ricombinazione. Tra i laser utilizzati i laser a cavità come i Fabry-Perot sono più economici, ma hanno larghezze spettrali superiori generando quindi maggiore dispersione ottica nel mezzo trasmissivo, mentre spesso di fatto vengono utilizzati laser DFB (Distribuited Feedback) che a prezzo di un costo maggiore offrono larghezze spettrali inferiori.
I diodi laser in alcuni casi sono modulati direttamente, ossia la modulazione viene impressa direttamente sulla corrente di alimentazione del dispositivo. Per bitrate e distanze elevati, tuttavia, la sorgente di laser viene lasciata operare in continua e la luce è modulata da un dispositivo esterno, come un modulatore ad elettroassorbimento o un modulatore elettro-ottico. La modulazione esterna estende la distanza raggiungibile dal collegamento eliminando il chirp, che aumenta la larghezza di riga dei laser modulati direttamente e quindi aumenta la dispersione cromatica in fibra.

### Fibra
La fibra ottica consiste di un core, di un cladding e di un rivestimento esterno, che guidano la luce lungo il core mediante riflessione totale. Il core e il cladding (caratterizzato da un indice di rifrazione superiore) sono tipicamente costruiti utilizzando vetro di silice di alta qualità, anche se possono teoricamente essere costituiti anche di materiale plastico. Una fibra ottica si può spezzare se piegata eccessivamente. A causa della precisione microscopica necessaria per allineare i core delle fibre, la connessione di due fibre richiede una tecnologia apposita, sia che sia effettuata mediante fusione che in modo meccanico. (EN) .
Le due principali tipologie di fibre ottiche utilizzate nelle telecomunicazioni sono le fibre multimodo e le fibre singolomodo. Le fibre multimodo hanno core più larghi (≥ 50 micron), che consentono di utilizzare trasmettitori, ricevitori e connettori meno precisi e meno costosi. Tuttavia le fibre multimodo introducono dispersione modale che spesso limita la banda e la lunghezza del collegamento. Inoltre, a causa del suo maggiore contenuto di drogante, la fibra multimodo è solitamente meno costosa e presenta un'attenuazione maggiore. Le fibre singolo modo hanno invece core più piccoli (9 micron) e necessitano di componenti e di connettori più costosi, ma consentono collegamenti più lunghi e prestazioni superiori.
Allo scopo di ottenere prodotti commerciali, la fibra viene protetta mediante scarti di polimeri acrilati (coating) e assemblata in cavi in fibra ottica. Una volta pronte le fibre possono essere interrate, possono correre attraverso edifici o essere poste in aria, similmente a quanto accade per i doppini in rame. Una volta depositate, le fibre richiedono una manutenzione inferiore rispetto ai cavi in rame.

### Amplificatori
La distanza di trasmissione di un sistema di comunicazione in fibra ottica è stata tradizionalmente limitata primariamente dall'attenuazione e secondariamente dalla distorsione. La soluzione fu quella di utilizzare ripetitori elettro-ottici con funzionalità di rigenerazione dell'intero segnale. Questi ripetitori convertivano il segnale ottico in elettrico e usavano un trasmettitore ottico per inoltrare il segnale rigenerato con maggiore potenza. A causa della loro complessità il costo di questi ripetitori, specialmente con i WDM moderni e per il fatto che dovevano essere installati ogni circa 20 km, era molto elevato.
Un approccio alternativo è quello di usare amplificatori ottici, che amplifichino direttamente il segnale senza la necessità di convertirlo in elettrico. Questi amplificatori sono ottenuti drogando una parte di fibra con minerali delle terre rare e utilizzando un laser come pompa ad una lunghezza d'onda inferiore a quella usata per le comunicazioni (980 o 1350 nm circa). Oggi gli amplificatori hanno sostanzialmente rimpiazzato i ripetitori negli impianti di recente installazione.

### Rigeneratori
Oltre una certa lunghezza di collegamento sono necessari rigeneratori ottici per ripulire il segnale ottico dalla dispersione prodotta dalla fibra. Il massimo di dispersione tollerato è circa di un quarto del tempo di bit.
Altro metodo per ripulire il segnale in tal senso è l'uso di tratti di fibra a dispersione ottica opposta al precedente tratto, creando così un sistema di compensazione o rigenerazione distribuita.

### Ricevitori
Il componente principale di un ricevitore ottico è il fotorivelatore che converte la luce in elettricità attraverso l'effetto fotoelettrico. Si tratta dunque di un dispositivo optoelettronico che assolve la funzione di trasduttore ottico-elettrico. Il fotorivelatore è tipicamente un fotodiodo a semiconduttore, come ad esempio un fotodiodo p-n, un fotodiodo p-i-n o un fotodiodo a valanga. Grazie alla semplicità di integrazione, sono usati anche i fotorivelatori MSM (metallo-semiconduttore-metallo), specialmente nei rigeneratori e nei multiplexer per WDM. Come ciascun rivelatore anche il fotorivelatore è caratterizzato da una propria sensitività o responsività definita come la minima potenza ottica rilevabile in termini di fotoni.
Il convertitore elettro-ottico è tipicamente accoppiato con un amplificatore a transimpedenza e un amplificatore limitante allo scopo di produrre un segnale digitale nel dominio elettrico a partire dal segnale ottico in ingresso, che può risultare attenuato e distorto dopo l'attraversamento del canale. Prima che i dati vengano inoltrati, è possibile che nei ricevitori venga implementato anche il recupero del clock dai dati mediante un PLL o via software.

### Wavelength-Division Multiplexing (WDM)
Il Wavelength-Division Multiplexing (WDM) è la tecnica per trasmettere su più lunghezze d'onda allo scopo di inviare più canali su una singola fibra. Questo richiede un multiplexer in lunghezza d'onda nel trasmettitore e un demultiplexer al ricevitore. Per tale scopo sono comunemente usati gli AWG (Arrayed Waveguide Grating). Utilizzando le tecnologie WDM oggi disponibili commercialmente, la banda della fibra può essere suddivisa in anche 100 o 200 canali al fine di ottenere un bitrate combinato nell'ordine del terabit al secondo.

### Prodotto bit rate-distanza
Poiché l'effetto della dispersione cresce all'aumentare della lunghezza della fibra, un sistema di trasmissione è spesso caratterizzato dal suo prodotto bit rate-distanza, espresso come MHz×km. Questo parametro è utilizzato perché esiste un trade off tra la distanza percorsa e il bit rate supportato. Ad esempio una comune fibra multimodo con prodotto bit rate-distanza di 500 MHz×km può trasportare un segnale a 500 MHz per 1 km o un segnale a 1 GHz per 0.5 km.

## Transizione dal rame alla fibra
La transizione a questa tecnologia viene generalmente realizzata tramite interventi di manutenzione e adeguamento della vecchia linea in rame (che può usufruire della tecnologia ADSL), oppure applicata direttamente per nuove strutture. Nel caso di linee già esistenti risulta oneroso sostituire la linea, perciò a seconda dei vari interventi mediati dai vari operatori la connessione può essere mista (fibra-rame) e differente da zona a zona.